# Biserica Sfânta Ana din Mirabella
Biserica Sfânta Ana din Mirabella (în italiană Chiesa do Sant'Anna di Mirabella), cunoscută și ca Sant'Anna sau Chiesa della Mirabella, este o biserică din Campora San Giovanni, provincia Cosenza, Italia. Face parte din Parohia Sfântul Apostol Petru.

## Istoric
Biserica a fost construită în secolul al XIX-lea pe proprietatea funciară a familiei Mirabelli din Amantea, care a dat ulterior numele cartierului. În biserică se păstrează cărți liturgice⁠(d) din secolul al XVI-lea, de mare valoare istorico-religioasă.

## Galerie

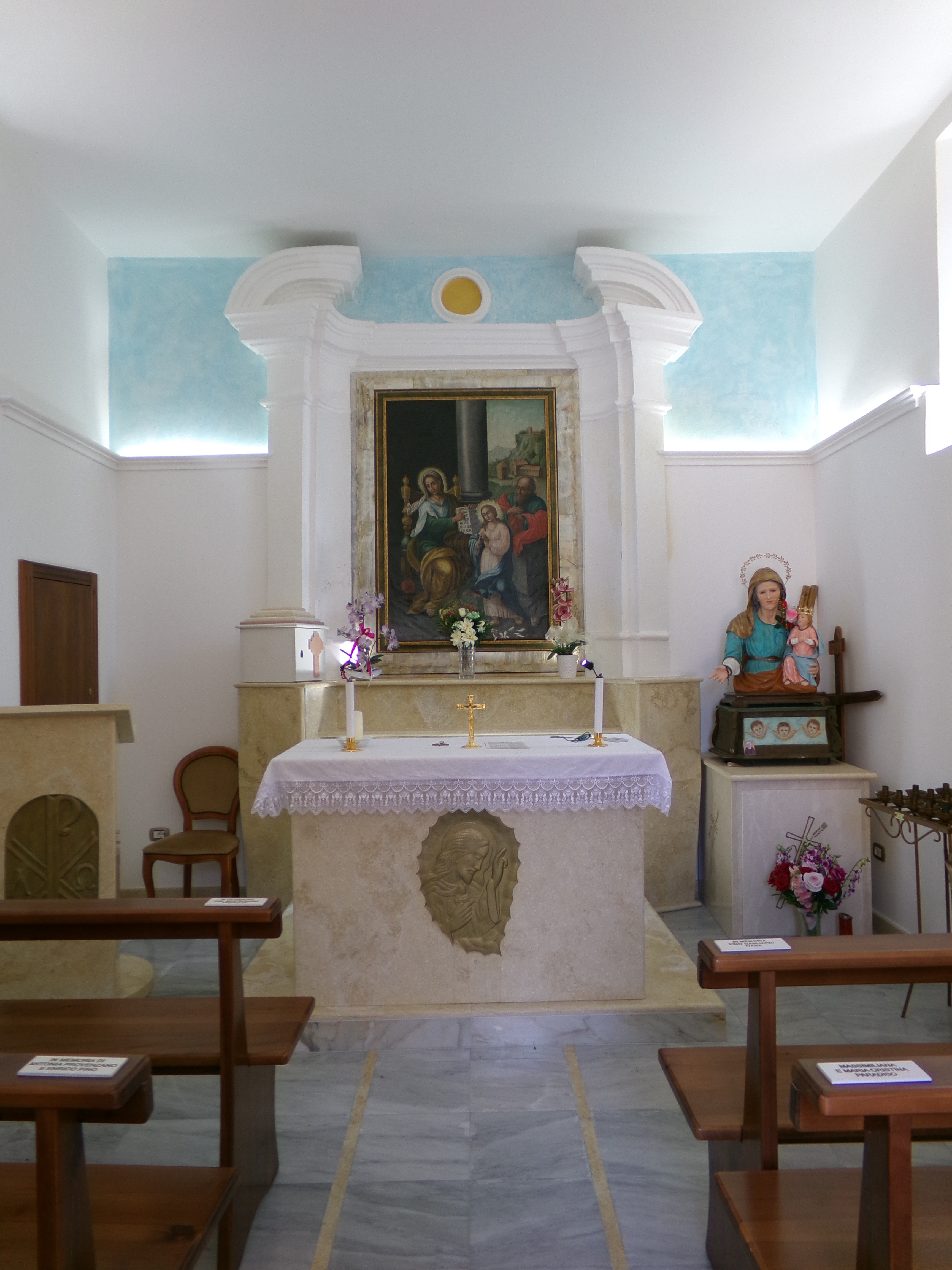
Altarul
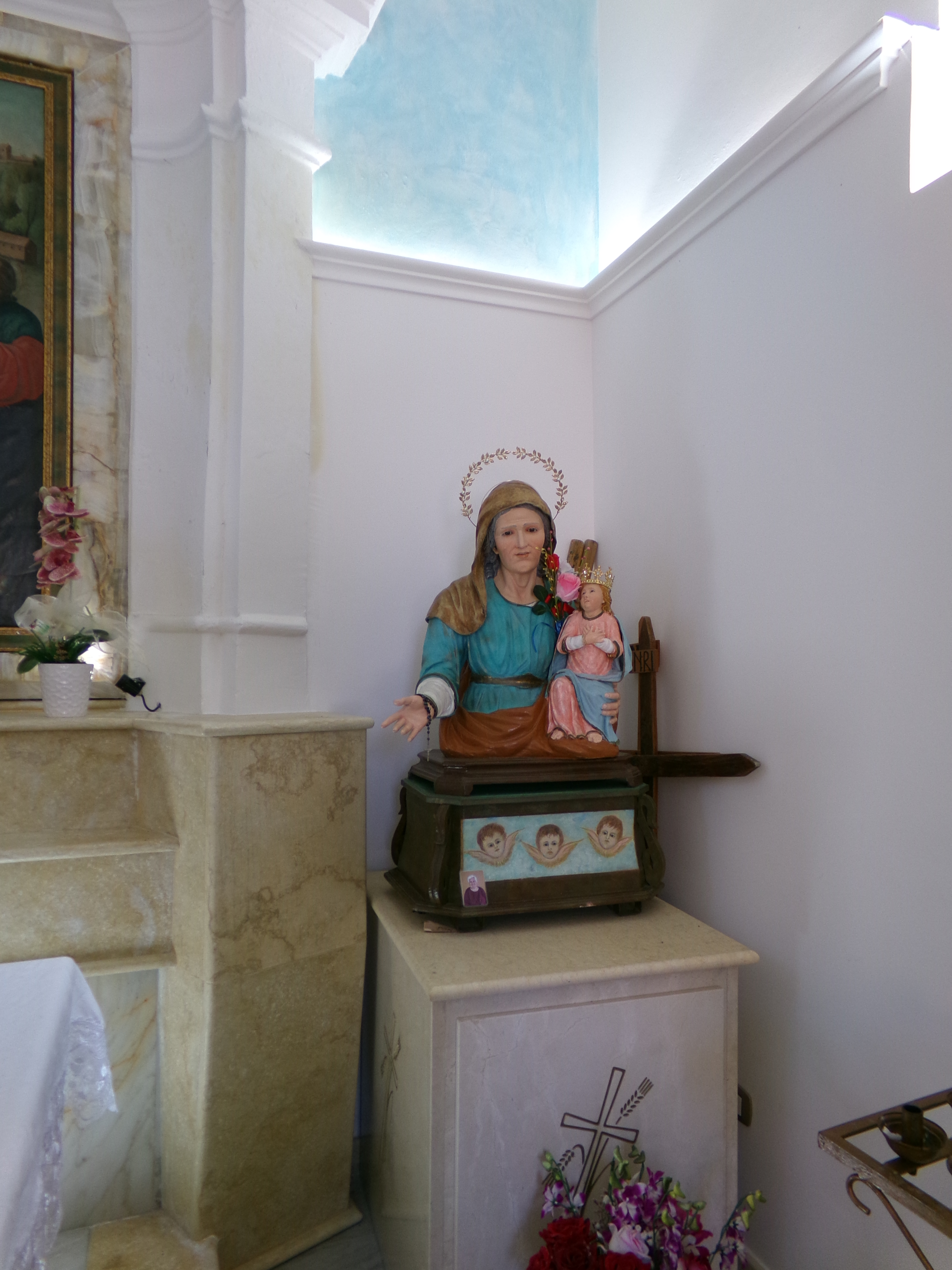
Statueta Sfintei Ana